# Giteio
Giteo, também chamado Gitão, é uma cidade e antigo município de Lacônia, na periferia do Peloponeso (Grécia).